# Berchtesgaden

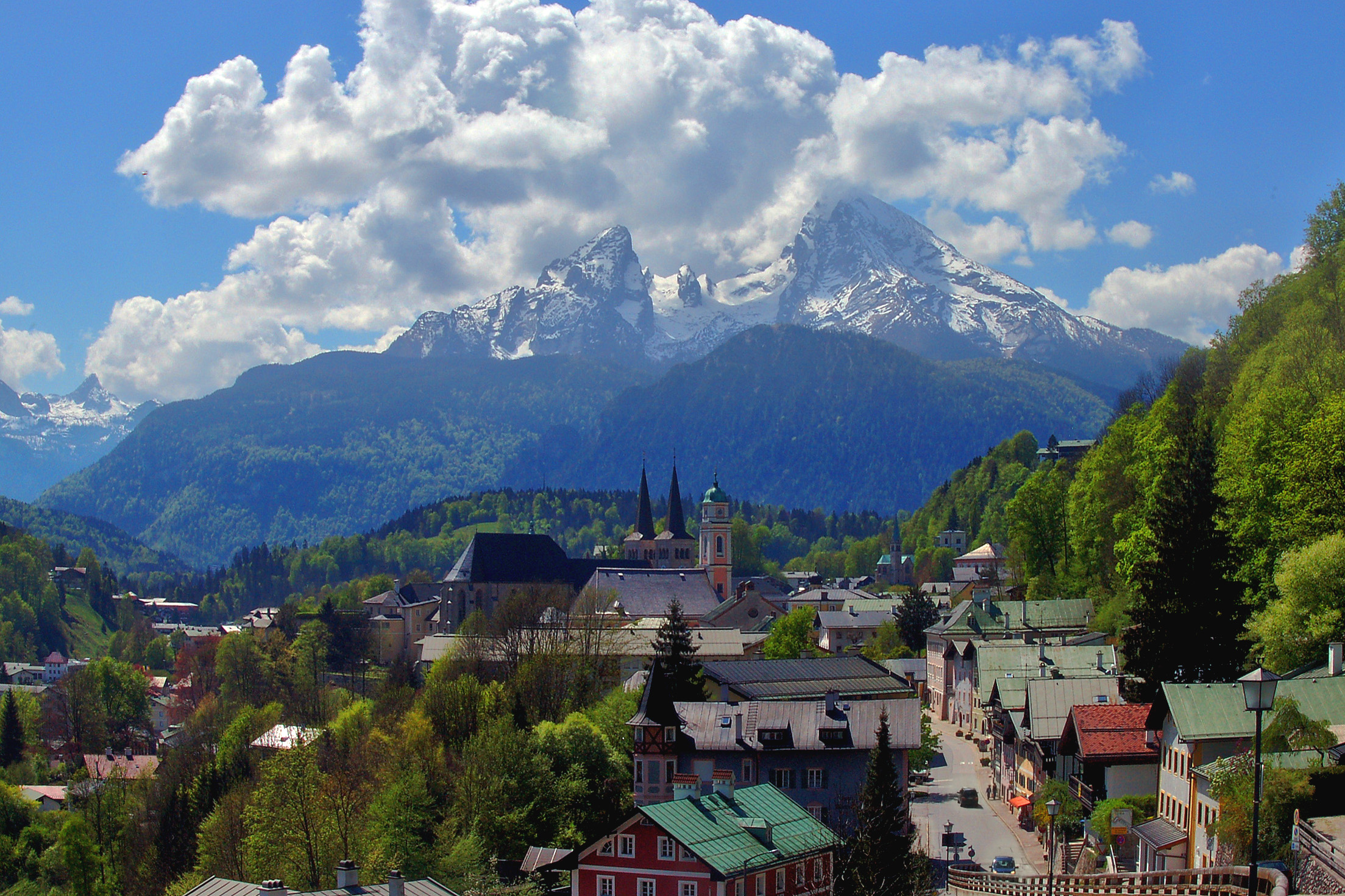
Berchtesgaden amb vistes al mont Watzmann

Berchtesgaden és un municipi rural pertanyent al districte de Berchtesgaden, situat al sud del Regierungsbezirk d'Oberbayern de l'Estat lliure de Baviera, a la regió muntanyenca dels Alps alemanys. Des de l'any 1990, l'àrea de Berchtesgaden està catalogada per la UNESCO com Reserva de la biosfera.
El municipi urbà més pròxim a Berchtesgaden és Bad Reichenhall, un balneari alemany popular amb fonts i banys d'aigua salada. Ja en territori austríac, un altre municipi destacat a prop de Berchtesgaden és la ciutat de Salzburg, ubicada més al nord, a 15 km de distància.

## Història
La primera referència històrica escrita és de 1102 i menciona l'àrea a causa de la seva riquesa en dipòsits de sal. De fet, la majoria de la riquesa de Berchtesgaden prové de les seves mines de sal -la primera que va entrar en funcionament ho féu el 1517. El poble va ser un Fürstpropstei independent fins a la proclamació del Reichsdeputationshauptschluss, el 1803. Durant les guerres Napoleòniques, Berchtesgaden va passar d'una mà a l'altra diverses vegades, com a causa del tractat de Pressburg (1805), quan el territori va ser cedit a Àustria.
El 1810, Berchtesgaden va esdevenir un domini bavarès. Immediatament, va esdevenir un indret molt popular entre la família reial baviera, la casa de Wittelsbach, la qual visitava sovint Königssee i mantenia una reserva de casa reial a l'antic monestir agustí -encara utilitzat avui en dia pel Duc de Baviera. A conseqüència, el turisme va començar-hi a néixer i a atreure artistes, fet que donà lloc al Malereck ("cantonada del pintor") a la riba del riu Königssee, a Ramsau bei Berchtesgaden. L'escriptor més conegut que visqué a Berchtesgaden fou Ludwig Ganghofer.

### Època nazi

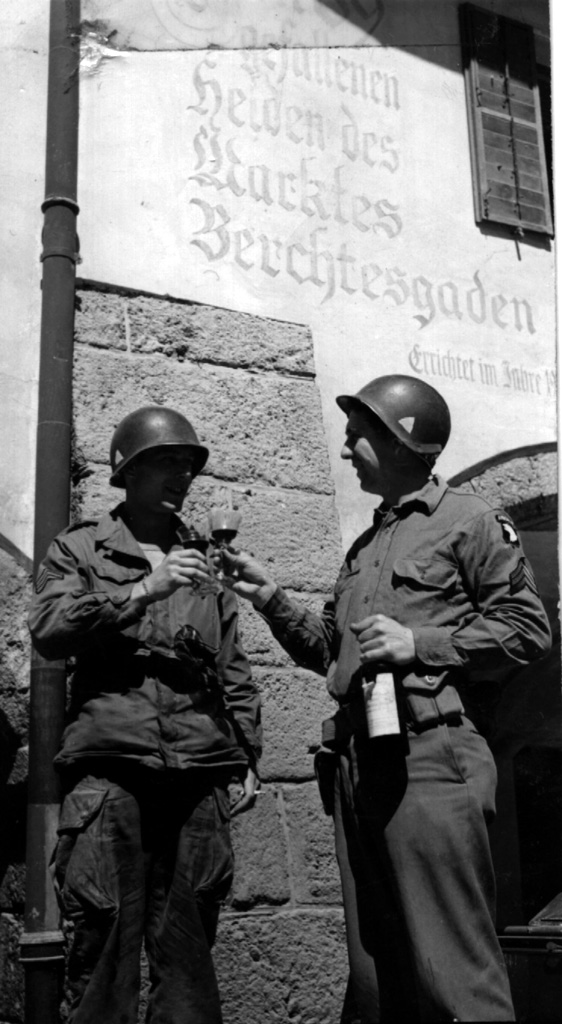
Soldats dels EUA brinden per la captura de Berchtesgaden (1945)

Adolf Hitler havia estiuejat a l'àrea de Berchtesgaden des de la dècada del 1920. Va comprar una residència a l'Obersalzberg, una zona muntanyosa a l'est del poble i, durant els anys subseqüents, va reformar de valent el seu Berghof. A mesura que altres càrrecs preeminents del Tercer Reich (Hermann Göring, Joseph Goebbels, Martin Bormann, Heinrich Himmler i Albert Speer, entre d'altres) van començar a freqüentar la zona, el partit nazi va començar a comprar i expropiar terrenys a l'Obersalzberg.
Per tal de servir com a lloc avançat de la Reichskanzlei (cancelleria alemanya), Berchtesgaden i el seu voltant (Stanggass) va experimentar l'expansió d'edificis d'oficines, serveis de seguretat i de suport, especialment a l'Obersalzberg. El 1938, es va construir una nova estació de ferrocarril, que incloïa una zona per a la recepció de Hitler i els seus convidats i una oficina de correus adjacent. El Berchtesgadener Hof Hotel, on es van hostatjar visitants famosos com Neville Chamberlain i David Lloyd George, també va ser renovat.
A les acaballes de la Segona Guerra Mundial, malgrat que la temuda última resistència nazi als Alps (fortalesa alpina) va fracassar, els Aliats van dur a terme un bombardeig aeri molt intens al voltant de la zona de Berchtesgaden durant la primavera del 1945. El 25 d'abril, el bombardeig d'Obersalzberg no va causar danys significatius al poble. Hermann Göring, l'únic alt càrrec nazi present al poble, en va sortir indemne. El 4 de maig, l'avançada del 7è regiment d'infanteria de la 3a divisió d'infanteria dels Estats Units d'Amèrica va arribar al poble i va rebre'n la rendició.

### Després de la Segona Guerra Mundial

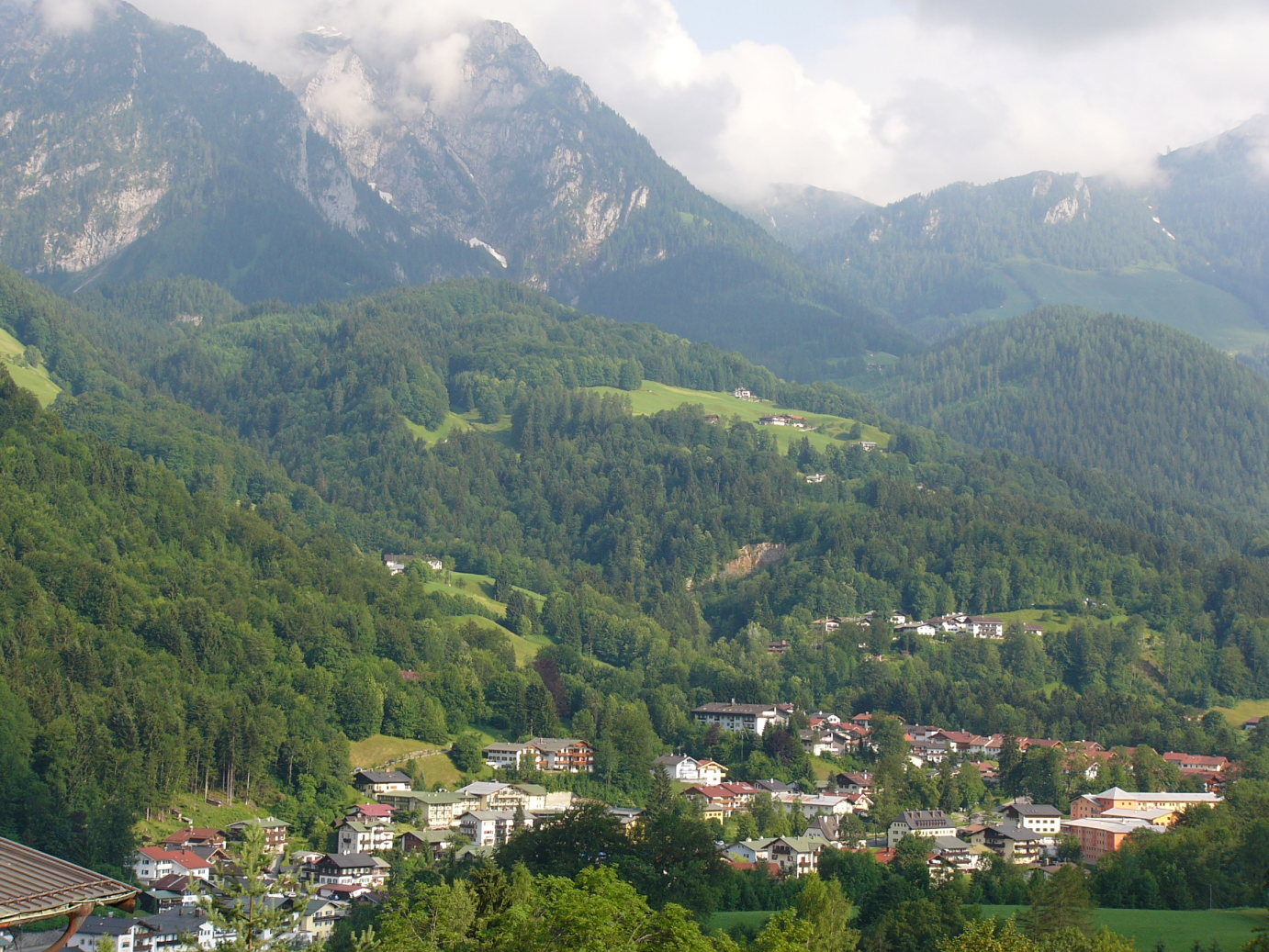
Vista aèria de Berchtesgaden

Després de la guerra, Berchtesgaden va esdevenir una àrea militar i la majoria dels seus edificis van ser requisats per l'Exèrcit dels Estats Units d'Amèrica. L'Hotel Platterhof va ser reconstruït i reanomenat General Walker Hotel el 1952 i va ser utilitzat per l'U.S. Armed Forces Recreation Centers (AFRC) per a l'oci dels soldats estatunidencs durant la Guerra Freda i més endavant. Els habitatges dels líders nazis van ser enderrocats durant els primers anys de la postguerra, tot i que encara es poden identificar.les restes d'alguns d'ells. El 1995, l'AFRC Berchtesgaden va ser retornat a les autoritats bavareses i l'hotel General Walker va ser enderrocat el 2000–2001.
El 1986, Berchtesgaden va ser una seu candidata per als XVI Jocs Olímpics d'Hivern, que s'havien de celebrar el 1992; però la seu escollida fou Albertville (França).

### Berchtesgaden avui

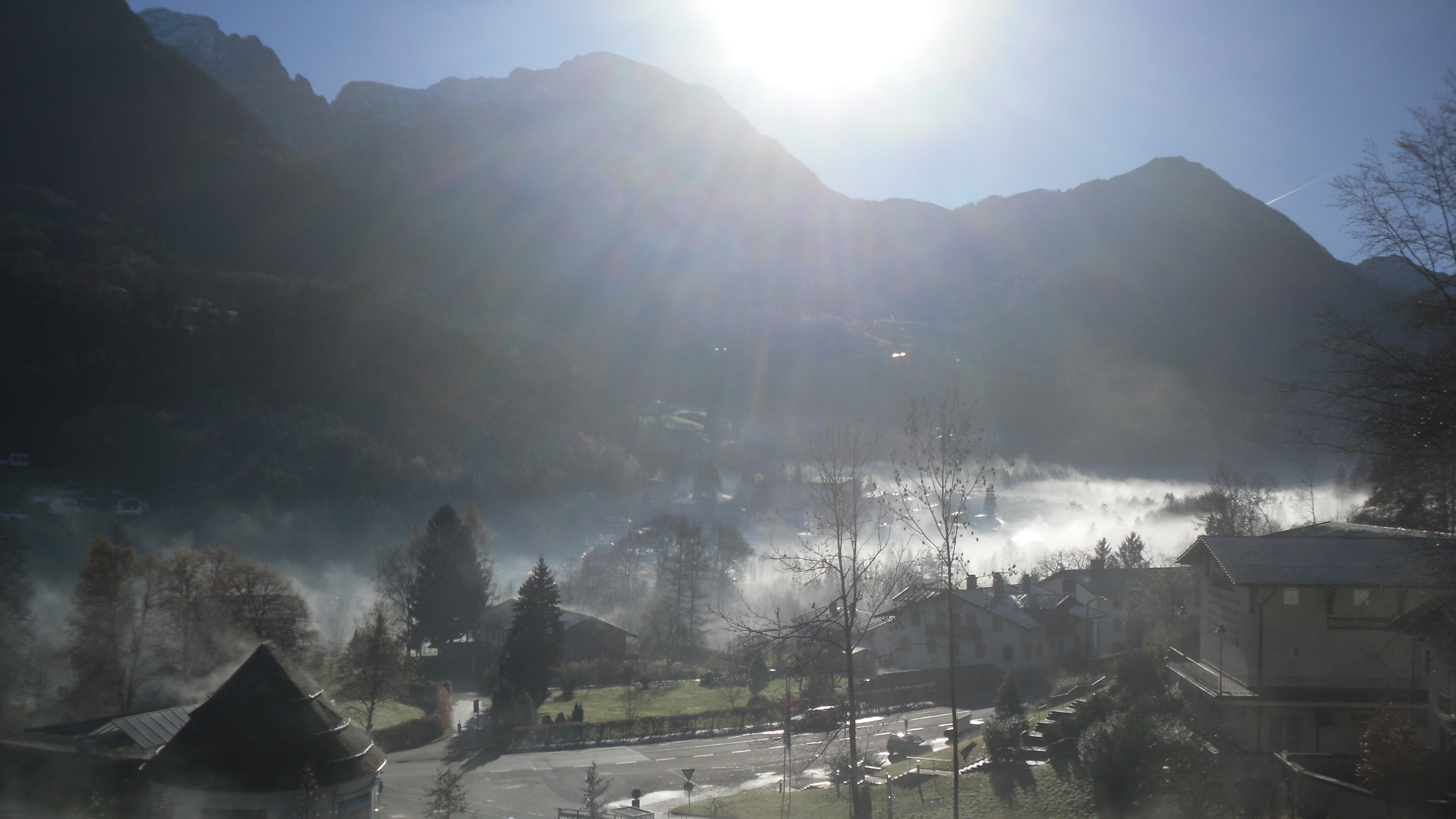
Berchtesgaden al matí

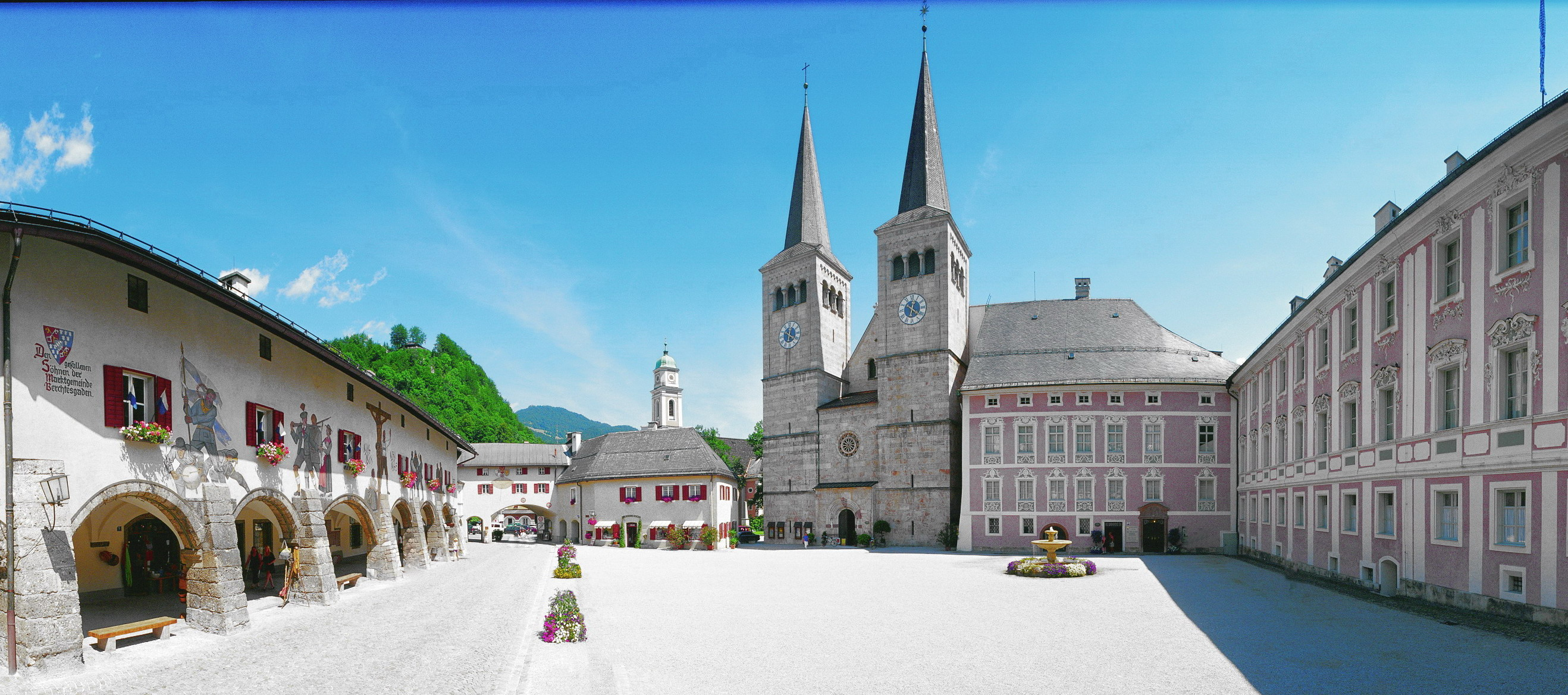
El castell reial de Berchtesgaden

L'Hotel Türken, que es trobava molt a prop dels edificis nazis i que era utilitzat sovint per les SS i pel Generalmajor de la policia, va ser afectat pels bombardejos de 1945 i va ser reconstruït el 1950, quan va reobrir com un hotel abans de Nadal. Els seus hostes encara poden explorar els passadissos i els túnels subterranis que utilitzaven els nazis.
El 1972, una reforma del govern local va unir els municipis de Salzberg, Maria Gern i Au (fins llavors independents) sota l'administració local de Berchtesgaden. Una altra proposta de reforma, que pretenia unificar la resta de municipis de la vall (Bischofswiesen, Ramsau, Marktschellenberg i Schönau) a Berchtesgaden no va ser aprovada pels afectats.
El Parc Nacional de Berchtesgaden va ser establert el 1978 i, a poc a poc, s'ha convertit en una de les atraccions principals de Berchtesgaden. Altres atractius turístics, més enllà de la natura, són el Königssee, la mina de sal, el Kehlsteinhaus i un museu sobre la història de la zona.
Els esports també hi tenen bastant pes: la pista d'esquí del poble és força popular i la pista de Königssee de bobsleigh, luge i skeleton és una de les habituals de les competicions internacionals d'aquestes modalitats. De fet, la ciutat és la seu de la Federació Internacional de Luge (FIL).

## Nascuts a Berchtesgaden
- Toni Kurz (1913-1936), alpinista
- Franz Pfnür (1908-1996), esquiador
- Hans Plenk (1938-), corredor de luge
- Georg Hackl (1966-), corredor de luge